# Socrate di Macedonia
Socrate, figlio di Satone (in greco antico: Σωκράτης?, Sokràtes; IV secolo a.C.), è stato un ipparco antico macedone degli hetairoi di Apollonia a partire almeno dall'inizio della spedizione asiatica di Alessandro Magno; combatté nella battaglia del Granico.